# Robert Mercer
Robert Leroy Mercer (San José, Estados Unidos, 11 de julio de 1946) es un multimillonario administrador de fondos de cobertura, ex inversor principal en la ahora desaparecida Cambridge Analytica, informático que fue uno de los primeros investigadores y desarrolladores de inteligencia artificial, y ex co-CEO de la empresa de fondos de cobertura Renaissance Technologies.
Mercer jugó un papel clave en la campaña para que el Reino Unido dejara la Unión Europea donando servicios de análisis de datos a Nigel Farage. También es uno de los principales financiadores de las organizaciones que apoyan las causas políticas de la derecha en los Estados Unidos, como Breitbart News y la campaña de Donald Trump para presidente en 2016. Es el principal benefactor del super PAC de Make America Number 1.
En noviembre de 2017, Mercer anunció que dejaría Renaissance Technologies y vendería su participación en Breitbart News a sus hijas.

## Educación y primeros años
Mercer creció en Nuevo México, y ya muy joven desarrolló su interés por los ordenadores. En 1964 participó en el Campamento Nacional de Ciencia de la Juventud en Virginia, donde aprendió a programar con un ordenador cedido por IBM. Mientras estudiaba Físicas y Matemáticas en la Universidad de Nuevo México, trabajó como programador en el Laboratorio de Armas de las Fuerzas de Aire en la base aérea de Kirtland, donde creía estar haciendo una buena labor, aunque consideraba que su trabajo no estaba optimizado. Según sus propias palabras, la experiencia “me dejó con una visión un tanto negativa de la investigación financiada por el gobierno". En 1972 se doctoró en informática por la Universidad de Illinois en Urbana-Champaign.

## Carrera
Mercer comenzó a trabajar para IBM Research a finales de 1972 en el Cento Watson de Investigación de Yorktown (NY), donde desarrolló una técnica de traducción automática estadística estándar denominada Brown Clustering en el marco de un programa de investigación y reconocimiento de voz dirigido por Frederick Jelinek y Lalit Bahl. En junio de 2014, la Asociación de Lingüistas Computacionales concedió a Mercer el Lifetime Achievement Award por poner los cimientos de la inteligencia artificial con sus "revolucionarios avances en el procesamiento del lenguaje", según la asociación. La entrega de este premio fue uno de los pocos actos en los que Mercer ha hablado en público los últimos años.
En 1993 Mercer se unió al fondo de alto riesgo Renaissance Technologies, cuyo fundador, el matemático James Harris Simons, pionero del análisis cuantitativo, prefería contratar matemáticos, informáticos o físicos en lugar de licenciados en administración de empresas o analistas financieros. Mercer y su antiguo colega de IBM, Peter Brown, se convirtieron en directores ejecutivos de la empresa cuando su fundador James Simons se retiró en 2009. El fondo principal de Renaissance Technologies, Medallion, obtuvo unos beneficios medios del 39% entre 1989 y 2006. En 2014, Renaissance gestionaba 25 000 millones de dólares en activos. En noviembre de 2017, Mercer anunció que se retiraba de Renaissance Technologies para evitar que su activismo político tuviera una influencia negativa en la buena marcha de la empresa.

## Actividades y opiniones políticas
En 2015, el Washington Post consideró a Mercer uno de los diez milmillonarios más influyentes en la política. Desde 2006, Mercer ha donado alrededor de 34,9 millones de dólares a campañas políticas del Partido Republicano.
Mercer ha donado 750 000 dólares a Club for Growth, 2 millones a American Crossroads y 2,5 millones a Freedom Partners Action. En 2010, Mercer apoyó financieramente la campaña del bioquímico marginal Art Robinson para derrotar a Peter DeFazio en Oregón. En las elecciones 2013-2014, Mercer el cuarto donante individual y el segundo entre los donantes al Partido Republicano.
Tras el Caso Ciudadanos Unidos contra Comisión de Elecciones Federales (en el que la Corte Suprema de Estados Unidos fallara a favor de Citizens United con respecto a la financiación de los partidos políticos), Mercer se unió a Koch brothers, red de donantes a causas políticas conservadoras, aunque también estableció su propia fundación política junto con su hija Rebekah, la Mercer Fundación, dirigida por esta última, que ha hecho donaciones a numerosos proyectos políticos conservadores.
Mercer ha invertido millones de dólares en la Fundación Heritage, el Instituto Cato, el Media Research Center, Reclaim Nueva York y GAI. Mercer fue el principal financiador de la conferencia celebrada en agosto de 2015 en Wyoming para defender el patrón oro. Ha apoyado también Doctors for Disaster Preparedness y al activista de Idaho Fred Kelly, que impulsa acciones legales contra las leyes medioambientales y pretende refutar la conexión humana con el cambio climático, una campaña a favor de la pena de muerte en Nebraska y ha financiado anuncios en Nueva York contra la creación de una mezquita en la Zona cero. Personas próximas entrevistadas por Bloomberg afirman que Mercer está convencido de que las injerencias del gobierno ponen en peligro el sistema monetario y bancario de los Estados Unidos. Mercer es una de las principales fuentes de financiación de los medios de comunicación Breitbart News, a quien ha donado al menos 10 millones de dólares, según Newsweek.
Desde 1990, Renaissance Technologies ha donado 59 081 152 dólares a campañas federales y desde 2001 ha gastado casi 4 000 millones de dólares en grupos de presión.

### Brexit
Mercer jugó un papel clave en la campaña a favor de la salida del Reino Unido de la Unión Europea, también conocida como Brexit. Según Andy Wigmore, director de comunicaciones de Leave.EU, Mercer cedió de forma gratuita los servicios de Cambrigde Analytica ─una empresa de análisis de datos en la que tiene una participación de 10 millones de dólares─ a Nigel Farage, líder del Partido de la Independencia de Reino Unido (UKIP). Mediante la recogida de datos en perfiles de Facebook, la empresa pudo asesorar a Leave.EU sobre cómo influir de forma individualizada en estas personas para que apoyaran el Brexit. No obstante, Leave.EU no informó a la comisión electoral de Reino Unido de esta donación, a pesar de que la ley establece que deben declararse todas las donaciones a partir de 7 500 £.

### Elecciones presidenciales de 2016 en EE.UU.
El Center for Responsive Politics lo ha catalogado como el mayor donante a candidatos federales en las elecciones de 2016, por delante del fundador de Renaissance, James Harris Simons, en el puesto número 5 por sus donaciones al Partido Demócratas. En junio de 2016, Mercer había donado 2 millones de dólares al PAC de John R. Bolton y 668 000 dólares directamente al Comité Nacional Republicano. También fue uno de los principales apoyos financieros en la campaña presidencial de Ted Cruz en 2016, en la que donó 11 millones de dólares a un PAC asociado con este candidato. Según informó en enero de 2016 el periodista Zachary Mider en Bloomberg, Mercer fue el mayor donante en la carrera presidencial de EE. UU. de 2016.
Mercer fue uno de los mayores donantes en la campaña de 2016 de Donald Trump a la presidencia. Las maniobras de Mercer y su hija fueron fundamentales para que Steve Bannon y Kellyanne Conway ocuparan puestos clave en la campaña de Trump. Mercers había trabajado anteriormente con Bannon en Breitbart News, Reclaim New York y el Government Accountability Institute (GAI) en financiación e inversiones, y Rebekah había trabajado con Conway en el PAC Keep the Promise de Cruz en las Primarias republicanas de 2016. Mercer también financió el PAC Make America Number One, que apoyó la campaña de Trump.
Rebekah formó parte del Comité Ejecutivo de Transición Presidencial de Donald Trump. Según dijo Nick Patterson, antiguo colega de Mercer, "En mi opinión, Trump no sería presidente si no fuera por Bob".

## Vida personal
Mercer y su mujer Diana tienen tres hijas, Jennifer ("Jenji"), Rebekah ("Bekah"), y Heather Sue. Rebekah dirige la fundación familiar. Las tres hijas eran propietarias de una empresa de pastelería llamada Ruby et Violette.
Mercer vive en una mansión llamada Owl's Nest en Head of the Harbor (Nueva York). En Florida posee establos y un centro de equitación.
Es propietario de una de las mayores colecciones de ametralladoras y armas de fuego históricas del país, entre las que se cuenta un arma que Arnold Schwarzenegger utilizó en Terminator. También es aficionado a las maquetas de trenes en escala H0 y juega en competiciones de póquer.